# Herramienta de corte
Un instrumento de corte es el elemento utilizado para extraer material de una pieza cuando se quiere llevar a cabo un proceso de mecanizado. Hay muchos tipos para cada máquina, pero todas se basan en un proceso de arranque de viruta. Es decir, al haber una elevada diferencia de velocidades entre la herramienta y la pieza, al entrar en contacto la arista de corte con la pieza, se arranca el material y se desprende la viruta.
Estos tipos de herramientas cortantes son muy frágiles y sensibles al extremo que no se pueden tocar con los dedos  (aristas cortantes) debido a la gran eliminación de ácidos biológicos que desprenden nuestros organismos.

## Introducción

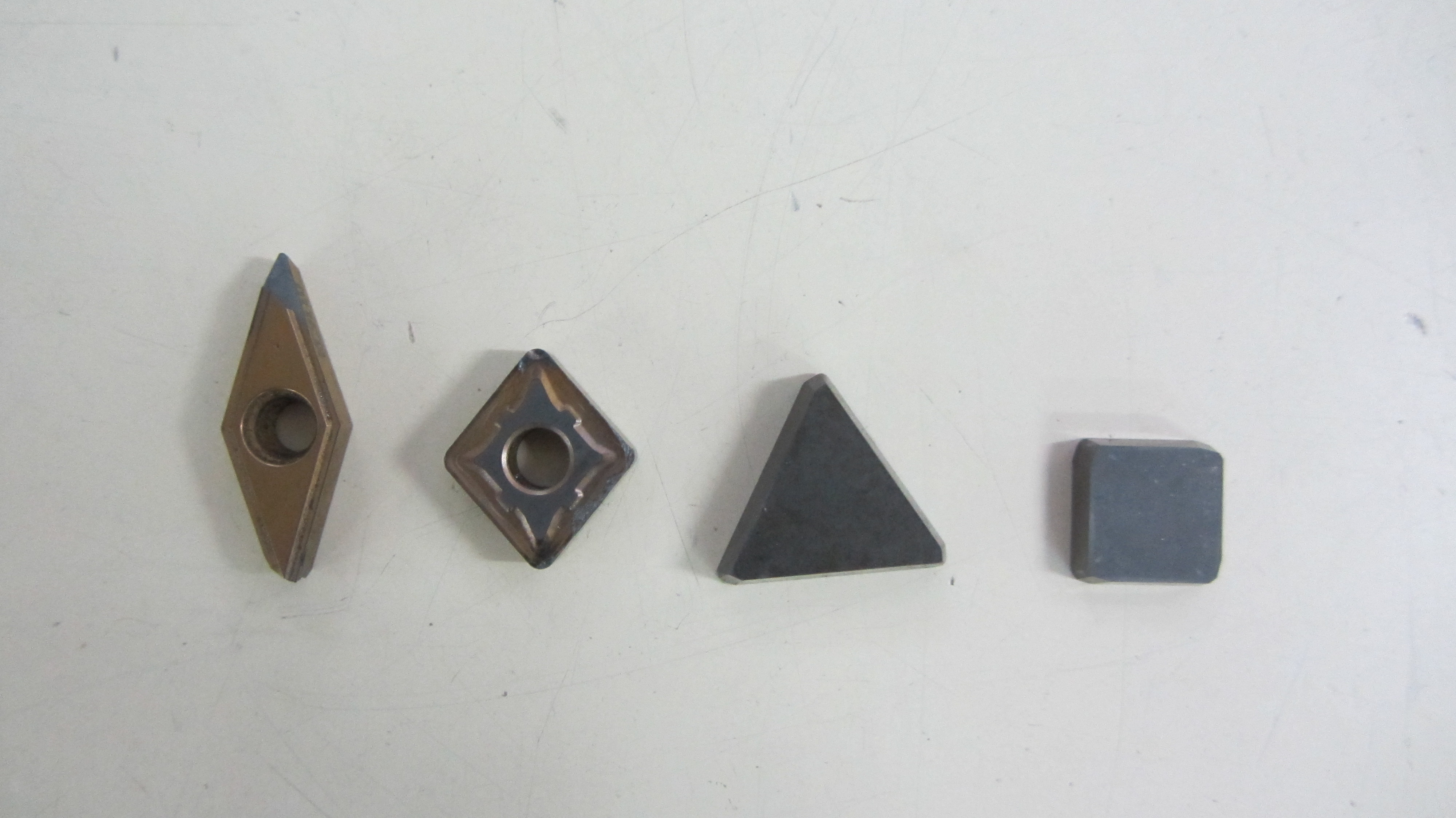
Plaquetas de herramientas de corte

Hay diferentes tipos de herramientas de corte, en función de su uso. Las podríamos clasificar en dos categorías: herramienta hecha de un único material (generalmente acero al cobalto), y herramienta con plaquitas de corte industrial. La principal diferencia es que la punta de las segundas está hecha de otro material con mejores propiedades (metal duro o conglomerados metálicos). Esta punta puede ir soldada o atornillada. Las herramientas con la punta de otro material, son más duras, lo que permite que corten materiales más duros, a más altas temperaturas y más altas velocidades, sin incrementar demasiado el coste de la herramienta.
Las plaquitas también se pueden fijar a la herramienta por medio de un tornillo. Están hechas de diferentes materiales duros como el acero al carbono o cerámicas, de forma que aguanten elevadas temperaturas. Tienen la ventaja de que cuanto la arista de corte se desgasta, se puede sacar el tornillo, girar la plaquita por una cara nueva y volverla a utilizar. Finalmente cuando todas las caras se desgastan, se puede poner una nueva plaquita sin tener que cambiar la herramienta. Esta es una manera económica de tener las herramientas con aristas siempre afilado.

## Movimientos de la herramienta
Para mecanizar una pieza existe dos posibilidades: que la pieza este quieta y la que se mueva sea la herramienta como es el caso de la fresa, o que la herramienta permanezca quieta y la que se mueva sea la pieza como en el caso del torno. Esto condiciona la geometría de la herramienta.

## Geometría del corte
La forma básica de la herramienta de corte es una cuña, con dos superficies planas que delimitan un ángulo diedro. La forma principal de ataque es con la arista común paralela a la pieza. La arista común es la arista de corte principal o filo(A1). Es la línea donde se produce el corte principal de la pieza en cuanto hay un avance longitudinal, es decir frontal a la pieza. La superficie de incidencia principal(S1) es la cara de la cuña que queda frente a la superficie trabajada de la pieza en corte frontal. La superficie de desprendimiento o de ataque(S2) es la otra cara de la cuña, por donde la viruta que se forma al producirse el corte se desprende de la pieza. Generalmente la viruta desliza por esta superficie antes de desprenderse. Cuando se produce un avance transversal el contacto se genera en el lateral de la pieza de corte con lo que tenemos la arista de corte secundaria o contrafilo(A2): Es la arista por donde se corta cuando hay un avance transversal y la superficie de incidencia secundaria(S3, la cara que avanza perpendicularmente con el avance transversal.
La geometría de las herramientas de corte se puede describir por medio de diferentes ángulos:
Si consideramos la normal y la tangente a la pieza obtenemos un ángulo recto. Dentro de este ángulo está la herramienta. El ángulo de la cuña , herramienta , recibe el nombre de ángulo de filo o de hoja, y se denota por β. El ángulo que queda entre la superficie de incidencia principal y la tangente a la pieza recibe el nombre de ángulo de incidencia y se denota por α. Y el ángulo de queda entre la superficie de desprendimiento recibe el nombre de ángulo de desprendimiento o de ataque y se denota por γ. Este último puede ser negativo, lo que significa que la superficie de desprendimiento va más allá de la normal y se mide hacia el otro lado. Con esta convención la suma de los tres es siempre 90°. 
La herramienta debe elegirse de acuerdo con el material a mecanizar, con una geometría de corte específico que forme una cuña de corte apropiada. Esto asegura, junto con la correcta velocidad de corte el flujo óptimo de viruta y por lo tanto el mecanizado rentable de la pieza de trabajo con la calidad óptima, o requerida, de la superficie.

## Materiales
Para una buena herramienta de corte, los materiales que la forman deben tener las siguientes características:
- Dureza - Debe tener mucha dureza para aguantar la elevada temperatura y fuerza de fricción cuando está en contacto con la pieza.
- Resistencia - Debe tener resiliencia para que las herramientas no se agrieten o se fracturen.
- Resistencia al desgaste - Debe tener una duración aceptable, debido a los costos de producción y evitar un recambio de piezas .

Seguidamente se describen diferentes materiales utilizado para fabricar herramientas de corte o plaquetas:
| Material de la herramienta | Propiedades |
| -------------------------- | --- |
| Acero no aleado            | Es un acero con entre 0,5 a 1,5% de concentración de carbono. Para temperaturas de unos 250 °C pierde su dureza, por lo tanto es inapropiado para grandes velocidades de corte y no se utiliza, salvo casos excepcionales, para la fabricación de herramientas de turno. Estos aceros se denominan usualmente aceros al carbono o aceros para hacer herramientas (WS). |
| Acero aleado               | Contiene como elementos aleatorios, además del carbono, adiciones de wolframio, cromo, vanadio, molibdeno y otros. Hay aceros débilmente aleado y aceros fuertemente aleado. El acero rápido (SS) es un acero fuertemente aleado. Tiene una elevada resistencia al desgaste. No pierde la dureza hasta llegar a los 600 °C. Esta resistencia en caliente, que es debida sobre todo al alto contenido de wolframio, hace posible el torneado con velocidades de corte elevadas. Como el acero rápido es un material caro, la herramienta usualmente sólo lleva la parte cortante hecha de este material. La parte cortante o placa van soldadas a un mango de acero de las máquinas.                                                    |
| Metal duro                 | Los metales duros hacen posible un gran aumento de la capacidad de corte de la herramienta. Los componentes principales de un metal duro son el wolframio y el molibdeno, además del cobalto y el carbono. El metal duro es caro y se suelda en forma de plaquetas normalizadas sobre los mangos de la herramienta que pueden ser de acero barato. Con temperaturas de corte de 900 º aunque tienen buenas propiedades de corte y se puede trabajar a grandes velocidades. Con ello se reduce el tiempo de trabajo y además la gran velocidad de corte ayuda a que la pieza con la que se trabaja resulte lisa. Es necesario escoger siempre para el trabajo de los diferentes materiales la clase de metal duro que sea más adecuada. |
| Cerámicos                  | Estable. Moderadamente barato. Químicamente inerte, muy resistente al calor y se fijan convenientemente en soportes adecuados. Las cerámicas son generalmente deseable en aplicaciones de alta velocidad, el único inconveniente es su alta fragilidad. Las cerámicas se consideran impredecibles en condiciones desfavorables. Los materiales cerámicos más comunes se basan en alúmina (óxido de aluminio), nitruro de silicio y carburo de silicio. Se utiliza casi exclusivamente en plaquetas de corte. Con dureza de hasta aproximadamente 93 HRC. Se deben evitar los bordes afilados de corte y ángulos de desprendimiento positivo.                                                                                           |
| Cermet                     | Estable. Moderadamente caro. Otro material cementado basado en carburo de titanio (TiC). El aglutinante es usualmente níquel. Proporciona una mayor resistencia a la abrasión en comparación con carburo de tungsteno, a expensas de alguna resistencia. También es mucho más químicamente inerte. Altísima resistencia a la abrasión. Se utiliza principalmente en convertir los bits de la herramienta, aunque se está investigando en la producción de otras herramientas de corte. Dureza de hasta aproximadamente 93 HRC. No se recomiendan los bordes afilados generalmente. |
| Diamante                   | Estable. Muy Caro. La sustancia natural más dura conocida hasta la fecha. Superior resistencia a la abrasión, pero también alta afinidad química con el hierro que da como resultado no ser apropiado para el mecanizado de acero. Se utiliza en materiales abrasivos usaría cualquier otra cosa. Extremadamente frágil. Se utiliza casi exclusivamente en convertir los bits de la herramienta, aunque puede ser usado como un revestimiento sobre muchos tipos de herramientas. Se utilizan sobre todo para trabajos muy finos en máquinas especiales. Los bordes afilados generalmente no se recomiendan. El diamante es muy duro y no se desgasta.                                                                                 |

..

## Torno
La forma de operar el torno es haciendo girar la pieza a mecanizar mientras que la herramienta sólo realiza movimientos longitudinales o transversales con el fin de poner en contacto con la pieza. Aquí las herramientas de algunas de las principales tareas con un torno.
| Nombre              | Descripción | Alzado | Perfil | Detalle |
| ------------------- | --- | --- | ------ | ------- |
| Cilindrado          | Esta herramienta sirve para partir de una barra circular a obtener una de menor diámetro. La pieza va girando sobre sí misma y la herramienta avanza longitudinalmente con un cierto avance de forma que va reduciendo el diámetro del cilindro. Esta concretamente es para un avance longitudinal hacia la izquierda.                                                           | La operación de frenteado se hace para dejar plano el extremo de una barra y se logra haciendo girar la pieza y con la herramienta en contacto se desprende viruta haciendo un movimiento del carro transversal |        |         |
| mandrinado          | Sirve para ampliar el diámetro de un agujero progresivamente. De forma contraria al cilindrado, la herramienta se coloca en el interior del agujero de la pieza (que gira sobre sí misma), y realiza un avance longitudinal que hace que el diámetro del agujero crezca. | |        |         |
| Ranurado exteriores | Para crear una ranura en una pieza cilíndrica se utiliza esta herramienta. Mientras la pieza gira sobre sí misma, se introduce la herramienta hasta la profundidad deseada y se hace un avance longitudinal hasta conseguir la anchura deseada. También es posible hacer un ranurado frontal, es decir, en la dirección del eje de revolución de la pieza.                       | |        |         |
| Ranurado interiores | De forma similar al ranurado de exteriores, esta herramienta se introduce en el interior de un agujero, y se hace la ranura por dentro. | |        |         |
| Roscado             | Sirve para crear barras roscadas. El mecanismo que mueve la herramienta, se acopla a una barra de roscar. Esto permite que la velocidad longitudinal de la herramienta y la angular de la pieza queden fijadas en una cierta relación, de forma que se podrá crear una rosca. La herramienta debe salir con la misma relación que ha entrado ya que sino se destruiría la rosca. | |        |         |
| Tronzado            | Esta herramienta actúa de forma similar al ranurado de exteriores, con la diferencia que en el ranurado sólo se llega a una determinada profundidad, mientras que en el tronco se hace un avance transversal llegar al final y cortar la pieza. | |        |         |

### Fresa
Artículo principal: Fresa
En la fresa la que gira es la herramienta y la pieza permanece quieta o realiza un movimiento hacia la herramienta.
| Nombre                         | Descripción | Imagen |
| ------------------------------ | --- | ------ |
| Fresa frontal                  | Tiene aristas cortantes por los laterales y en la punta. Esto permite que pueda ser utilizada para múltiples aplicaciones. Es posible hacer ranuras, agujeros, allanar superficies laterales y frontales. El número de puntas es variable, generalmente son de 2 o 4 puntas, y en cuanto es necesaria más precisión pueden haber 6. También hay otro tipo, en que sólo hay aristas laterales pero no en la punta, que se llama fresa cilíndrica. |        |
| Plato de planear               | Sirve para crear una superficie plana sobre la pieza. El plato de planear se coloca a poca profundidad de una cara prácticamente lisa, y lo que se obtiene es la cara perfectamente lisa. |        |
| Forma de T (del tipo Woodruff) | Sirve para hacer ranuras de la anchura de la herramienta. La herramienta gira sobre sí misma, mientras que la pieza avanza linealmente, de esta forma la ranura que queda tiene el perfil de la herramienta |        |
| Ala de mosca                   | Esta herramienta sirve para hacer formas triangulares, tal como se puede ver con el perfil de la herramienta. |        |
| Disco de sierra                | Permite hacer cortes estrechos. Las puntas de la sierra radial son muy finas, por lo tanto las velocidades de corte no pueden ser muy elevadas. |        |
| Fresa bicónica                 | De forma similar a la de cola de milano, permite hacer una forma triangular, la diferencia es que esta hace el corte vertical mientras que la de cola de milano lo hace lateral. |        |
| Fresa de módulo                | Sirve para tallar engranajes. Se van haciendo diferentes pasadas de forma que se van obteniendo las diferentes dientes del engranaje. Prácticamente en desuso en la actualidad se emplea la llamada fresa madre. |        |
| Fresa de achaflanar            | Esta herramienta se utiliza para hacer chaflanes en la pieza, es decir, convierte una arista viva en una cara con un determinado ángulo y anchura. |        |

### Taladradora
Las herramientas de taladro giran sobre sí mismas como ocurre con la fresa. El extremo que no corta tiene forma cónica de forma que se acopla con el porta-herramientas por medio de auto-retención. Su finalidad es hacer agujeros. Para hacer un agujero con mucha precisión, el orden natural de utilización de las herramientas sería broca, broca mandril, y escariadores:
| Nombre        | Descripción | Imagen |
| ------------- | --- | ------ |
| Broca         | Es la primera herramienta a utilizar cuando se quiere hacer un agujero. Tiene dos hojas de corte en la punta y una ranura helicoidal para evacuar la viruta. Tiene una precisión baja, con IT 9-10. Si se quiere hacer un agujero preciso lo que hay que hacer es escoger una broca de menor diámetro que el deseado y luego refinarlo con la broca mandril y el escariador. |        |
| Broca mandril | Esta herramienta sirve para ensanchar agujeros. Su extremo no es tanto puntiagudo como la broca ya que el agujero ya está previamente hecho y lo que hace es sacar material de los laterales. Generalmente incrementa el diámetro del agujero en 3 o 4 milímetros. Con ello se obtiene una calidad de IT 8-9, si se quiere refinar más ha de pasar el escariador.            |        |
| Escariador    | Es el paso final para obtener un agujero preciso. Después de hacer el agujero con la broca y ensanchar-con la broca mandril, con el escariador se incrementa el diámetro del agujero en 3 o 4 décimas de milímetro, consiguiendo así calidades de IT 6-7. |        |